# Cecil Moore
Cecil Moore (ur. 1 listopada 1929) – gujański sztangista, olimpijczyk.
Moore był jedynym sportowcem reprezentującym Gujanę Brytyjską na igrzyskach w Helsinkach w 1952 roku. Startował w wadze lekkociężkiej (do 82,5 kg). W rwaniu zaliczył 107,5 kg, w podrzucie podniósł 135 kg, zaś w wyciskaniu osiągnął 100 kg. Łączny wynik w trójboju, 342,5 kg, dał mu 17. miejsce w stawce 23 sztangistów.
Jego wnuczka Nadia Hamilton założyła w Kanadzie firmę Magnusmode, mającą na celu pozyskiwanie większych marek, aby przystosowywały swe produkty do potrzeb osób niepełnosprawnych (głównie z autyzmem).